# Rhesala nyasica
Rhesala nyasica là một loài bướm đêm trong họ Noctuidae.